# Aigues-Vives, Aude
Aigues-Vives là một xã của Pháp, nằm ở tỉnh Aude trong vùng Occitanie.